# Pocillopora elegans
Pocillopora elegans är en korallart som beskrevs av James Dwight Dana 1846. Pocillopora elegans ingår i släktet Pocillopora och familjen Pocilloporidae. IUCN kategoriserar arten globalt som sårbar. Inga underarter finns listade i Catalogue of Life.